# Ulsnis

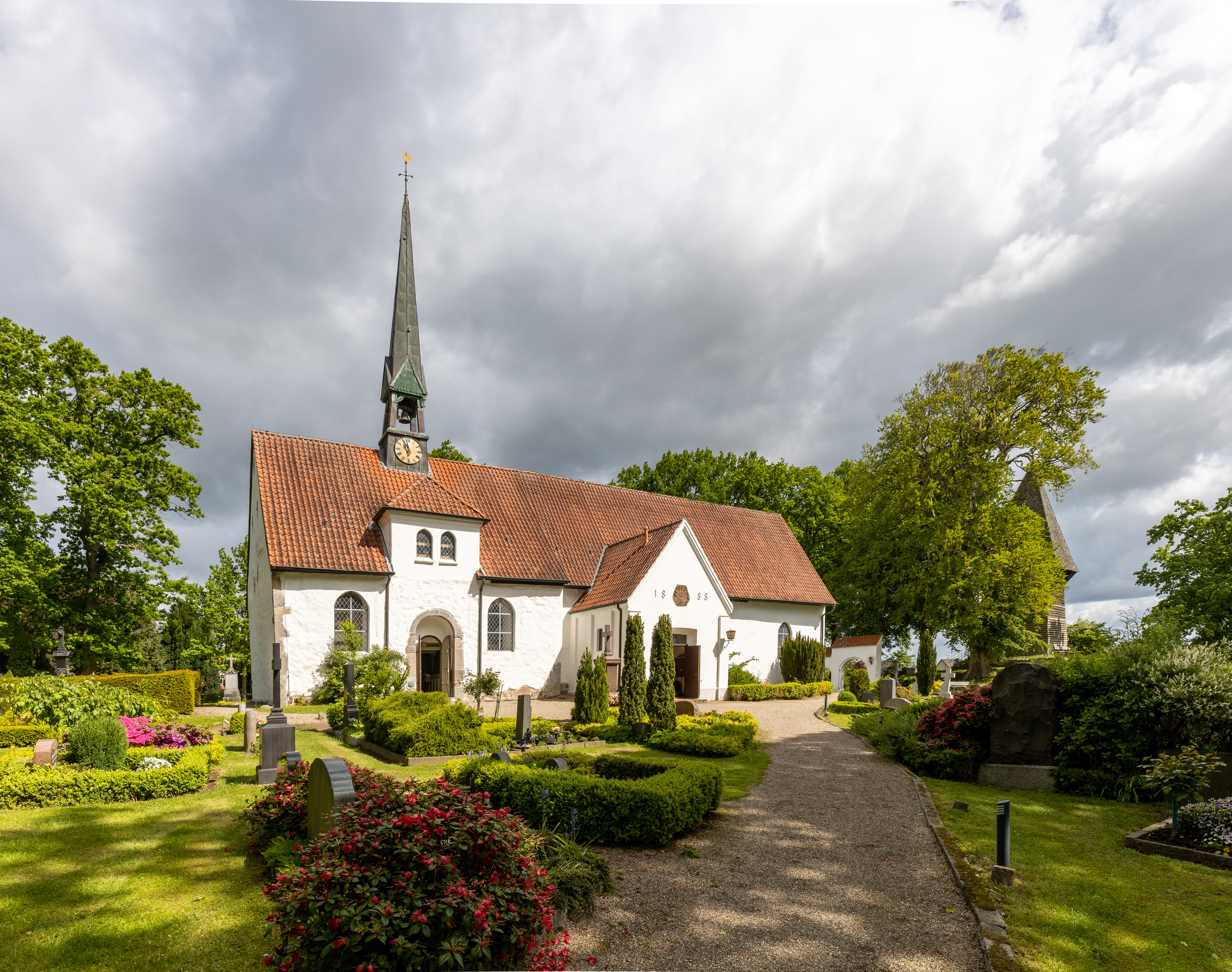
Die im Jahr 1338 dem heiligen St. Wilhadus gewidmete St.-Wilhadi-Kirche zu Ulsnis (Foto 2022)

Ulsnis (dänisch: Ulsnæs) ist eine Gemeinde im Kreis Schleswig-Flensburg in Schleswig-Holstein.

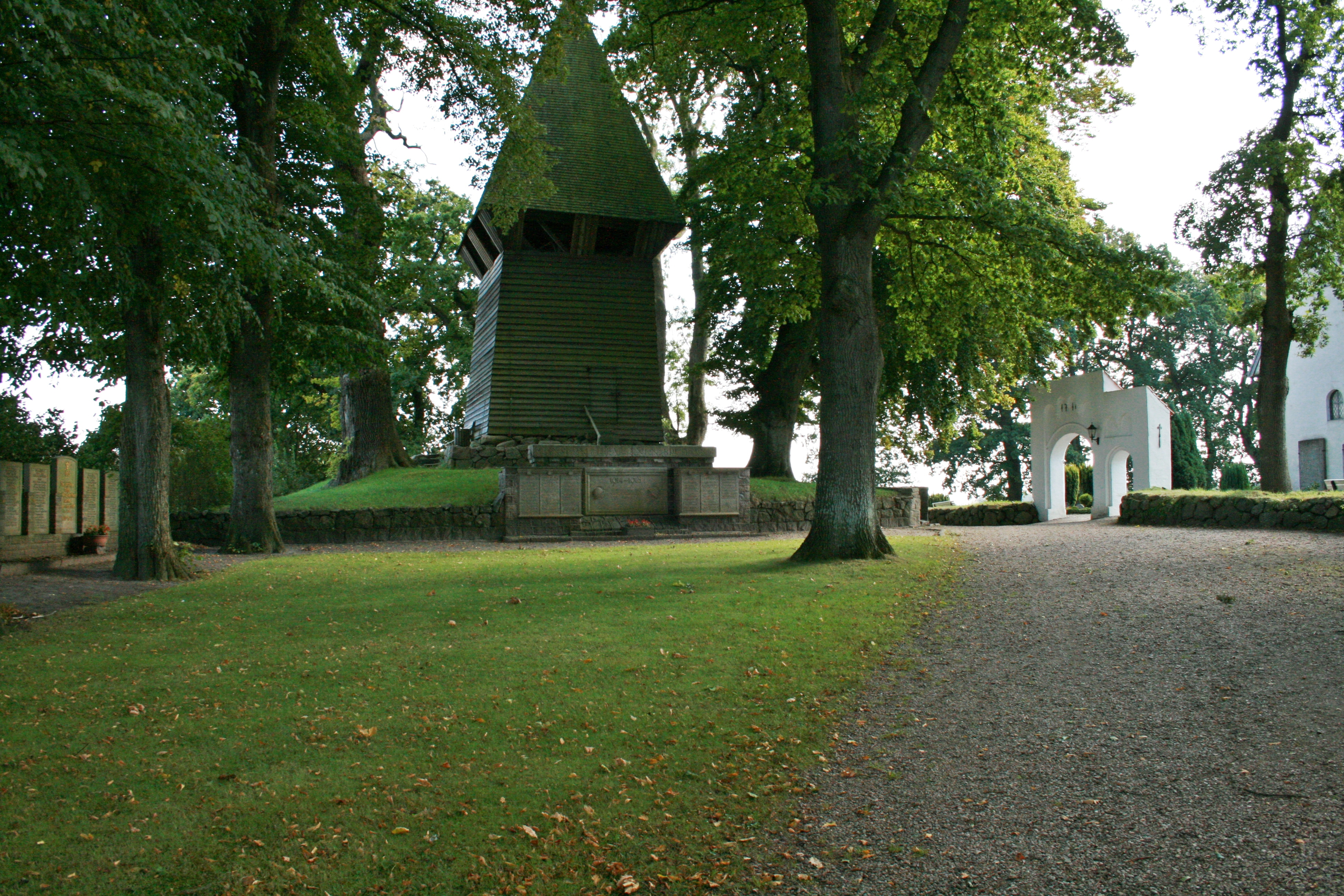
Glockenstapel in Ulsnis

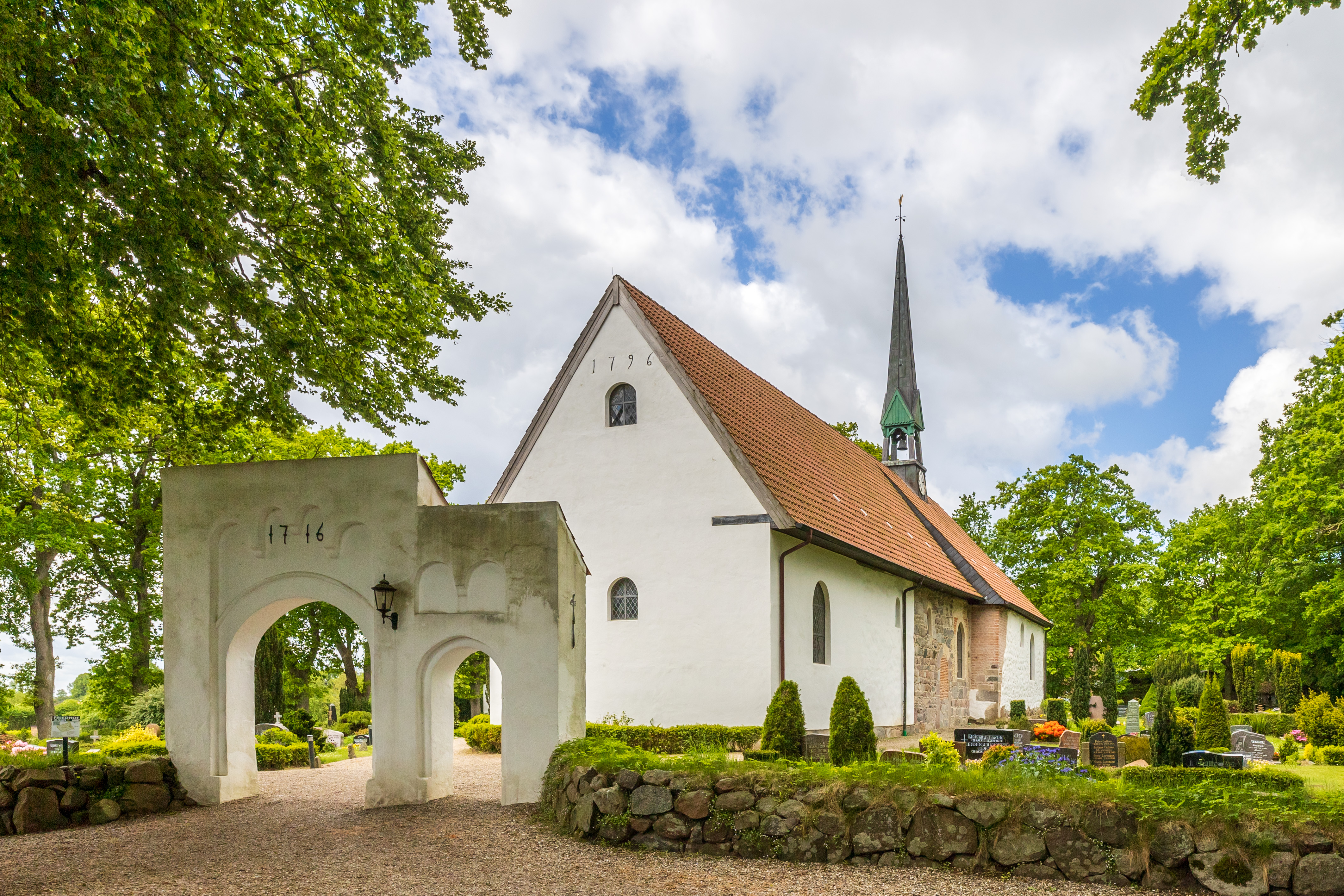
Wilhadikirche

## Geographie

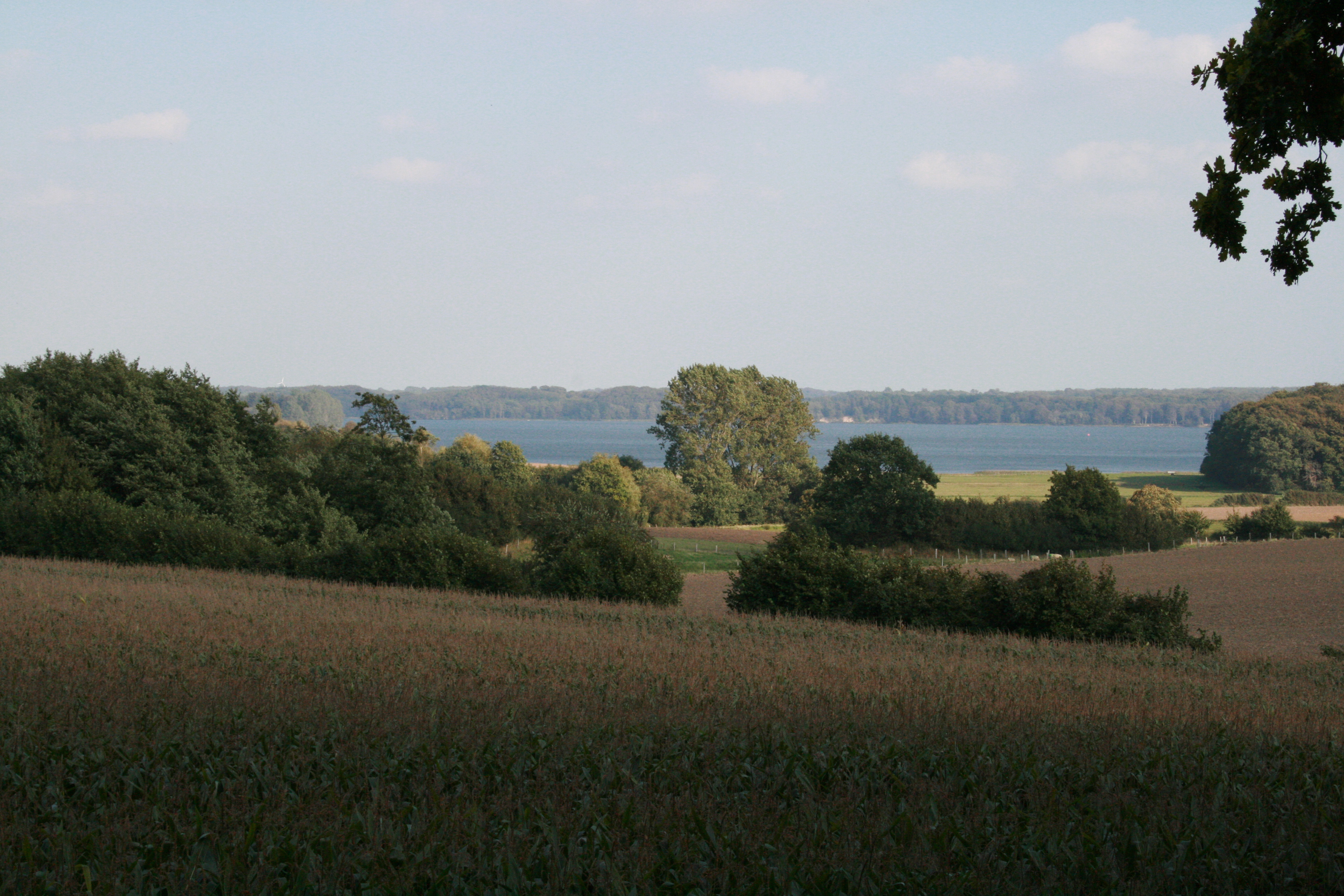
Blick auf die Schlei

### Geographische Lage
Die waldreiche Gemeinde liegt in der Landschaft Angeln am Gunnebyer Noor an der Schlei.

### Gemeindegliederung
Zum Gemeindegebiet gehören Affegünt (dän. Affergynt), Bremsdieck (Brendsdige oder auch Brensdige), Dallacker (Dalager), Düttnis (Dytnæs), Gunneby (Gundeby), Hestoft, Kius (Kjus), Knappersfeld, Ulsnis, Ulsniskirchenholz (Ulsnæs Kirkeskov) und Ulsnisland. 1,5 km westlich von Kius befindet sich das Waldgebiet Kiuser Gehege (Kjus Skov). In ihrer heutigen Form besteht die Gemeinde seit 1974.

## Geschichte
Der Ort Ulsnis wurde erstmals 1349 als Vlfsnees (die Endung -nees bzw. -nis/-næs meint eine ins Meer vorspringende Landspitze) erwähnt. Die heutigen Ortsteile Ulsnis, Hestoft, Kius und zwei Höfe aus Gunneby gehörten nach 1509 zur Vogtei Ulsnis, die wiederum dem Domkapitel in Schleswig unterstand. Der Schleswiger Bischof hatte diese Ländereien mit den darauf befindlichen Bauernstellen 1504 vom letzten nichtkirchlichen Eigentümer des Edelhofes (bzw. der Burg – s. u.) Hesselgaard gekauft. Bis dahin waren die Einwohner Untertanen der Herren von Hesselgaard. Hiermit unterschied sich Ulsnis von anderen Teilen Angelns, das sich durch seine freien Bauern auf den Bondegütern auszeichnete. 1770 erfolgte die Auflösung des Domkapitels, in der Folge wurde einigen ortsansässigen Hufnern bzw. Kätnern das Land einschließlich der Anteile an Waldflächen zugeteilt. Ulsnis wurde Teil der angrenzenden Harde.
Nachdem Schleswig-Holstein im Jahre 1866 preußische Provinz geworden war, wurden am 1. Oktober 1889 die Harden aufgelöst. An ihre Stelle traten die kleineren Amtsbezirke. Die Gemeinden Steinfeld, Kius (mit Gunneby) und Ulsnis (mit Hestoft) bildeten den Amtsbezirk Ulsnis.
In den Jahren des Zweiten Weltkrieges waren in Ulsnis rund 140 Zwangsarbeiter für landwirtschaftliche Arbeiten untergebracht.
Erst im Jahre 1969 wurde im Rahmen der Ämterneuordnung das Amt Ulsnis aufgelöst und mit Wirkung vom 1. April 1970 dem neu gebildeten Amt Süderbrarup zugeordnet.

### Eingemeindungen
Im Jahr 1973 erfolgte in der Gemeinde Kius die Beschlussfassung für die Zusammenlegung mit der Gemeinde Ulsnis. Am 28. Januar 1974 fand die letzte Gemeinderatssitzung der alten Gemeinde Kius statt. Am 1. Februar 1974 waren die Gemeinden Kius und Ulsnis formell zur Gemeinde Ulsnis vereint. Erster gemeinsamer Bürgermeister wurde Hans Hansen aus Gunneby.

### Ulsnis
Der Name Ulsnis findet erstmals Erwähnung im Jahre 1349 als „Vlfsnees“. Das Wort ist abgeleitet aus dem dänischen „Ulf“, gleich „Wolf“ und dem dänischen „Näs“, deutsch „Nis“, was „Nase“, „Landvorsprung“ bedeutet (bzw. laut Jensen: Angeln, (1922): „Ins Meer vorspringende Landspitze“).
Die Geschichte des namengebenden Ortsteiles mit seinen verstreuten Hufnerstellen spiegelt sich heute noch im weit auseinander gezogenen Dorfbild. Zwischen Ulsnis-Kirchenholz, dem zentralen Siedlungsteil um das ehemalige Schulgebäude herum über den Gallberg bis hin nach Ulsnishöh (Richtung Hestoft) ergibt sich ein mäanderndes Siedlungsbild. Zwischen dem früher völlig getrennt liegenden Siedlungsteilen Ulsnis-Strand an der Schlei mit dem in den 1920er bis in die 1940er Jahre beliebten Ausflugslokal Ulsnisser Fährhaus und der genannten Siedlungskette sind ab den 1980er Jahren Einzelhäuser unterschiedlichster Typen errichtet worden.
Ulsnis verfügt noch über eine Vielzahl von Waldstücken auf dem Gemeindegebiet. Der Wald Hagab am Gunnebyer Noor ist seit alters her ein beliebter Nistplatz für eine Unzahl von Krähen. Das Süderholz oberhalb von Ulsnis-Strand hat einen lichteren Charakter.

### Hestoft
Der Name des kleinen Ortes Hestoft setzt sich zusammen aus „Hest“ (dänisch für Pferd) und „Toft“ (dänisch für eingefriedetes Land). In Hestoft steht die älteste Eiche Schleswig-Holsteins. Hestoft ist der südlichste Ortsteil der Gemeinde, mit der Schleiinsel Kieholm wiederum als südlichsten Festlandspunkt der Gemeinde.
Das Dorf Hestoft ist stark von der Landwirtschaft geprägt.

### Gunneby
Gunneby gehörte zum Gut Dänisch Lindau, das heute zu Boren gehört. Am 1. Mai 1784 wird in Gunneby die Leibeigenschaft gegenüber dem Gut Lindau aufgehoben. Durch die Vermessung und Verteilung des Grundbesitzes im Jahre zuvor entstehen hier fünf Voll-Hufner-Stellen und zwölf Kätner-Stellen.

### Kius
In der Dorfchronik der Gemeinde Ulsnis (2006 in neuer Bearbeitung) wird darauf hingewiesen, dass sich der Ortsname von Kyus, Kues, in Island „enges Tal“ ableitet.

## Politik

### Gemeindevertretung
Bei der Kommunalwahl am 14. Mai 2023 wurden insgesamt neun Sitze vergeben. Die Freie Wählergemeinschaft Ulsnis erhielt fünf Sitze und die Kommunale Wählergemeinschaft Ulsnis vier Sitze.

### Bürgermeister
Für die im Amt verstorbene Bürgermeisterin Heidrun Karaca (KWU) wurde am 21. Juni 2018 Jürgen Schmidt (FWU) neuer Bürgermeister.

### Wappen
Blasonierung: „Über erhöhtem blauen Wellenschildfuß, darin ein goldenes Segelboot, in Gold ein grüner abgebrochener Krummstab, rechts und links begleitet von je zwei grünen Ähren.“

## Wirtschaft
Der Tourismus ist eine wichtige Einnahmequelle für Ulsnis, das seit 1995 ein anerkannter Erholungsort ist. Neben Ferienhäusern gibt es ein Schullandheim des ADS-Grenzfriedensbunds (Arbeitsgemeinschaft Deutsches Schleswig) und ein Familienerholungsheim im Gemeindegebiet.
In den Ortsteilen Ulsnis-Strand und Kius befindet sich je ein Sportboothafen.

## Sehenswürdigkeiten
Die Ulsnisser Kirche ist eine der größten romanischen Kirchen in der Region. Sie wurde 1338 dem heiligen Wilhadus (urspr. Willehad) geweiht. Das Portal wird jedoch schon auf 1150 datiert. Die Willhadikirche ist damit wohl die älteste Kirche von Angeln. Ihre heutige Form der Saalkirche stammt aus einem Umbau des Jahres 1796. Zusammen mit den 100 Plätzen auf der Empore, dem Knechteboden, fasst die Kirche fast 400 Menschen. Wie auch bei anderen Kirchen in Angeln steht der Glockenturm (Glockenstapel) als Holzkonstruktion frei vom eigentlichen Kirchenbau. Unterhalb des Glockenturmes findet sich eine Sitzbank, von der man einen sehr guten Blick über die Angeliter Hügellandschaft bis hin nach Schwansen hat. Das Friedhofsgelände ist von einem Kranz alter Eichen eingefasst. Die Willhadikirche ist auf einem Fundament als Felssteinen errichtet und verfügt über einige sehenswerte Zeugnisse mittelalterlicher Steinplastik. Über die großen Steine am Fundament der Kirche und des Glockenturmes gibt es Sagen, nach denen diese von einem Streit zwischen Riesen herrühren. Die Nase des einen erschlagenen Riesen soll hiernach die Landzunge, „Nis“, in der Schlei gebildet haben.
Nur einige hundert Meter von der Kirche entfernt befindet sich das im späten 19. Jahrhundert von der preußischen Gemeinde Ulnis im Stile eines stattlichen Bauernhauses angelegte damalige Armenhaus.
Das an Sonntagen geöffnete Heimatmuseum befindet sich im Ortsteil Ulsnisstrand.
Die 1360 erstmals erwähnte und 1644 zerstörte Burg Hesselgaard, die auf einem Plateau in einem See lag, befand sich im Gemeindegebiet. Der See wurde 1862 trockengelegt. Bis 1970 war das rechteckige Plateau mit einer kreisrunden Erhebung von etwa 20 m Durchmesser zu erkennen.

## Begebenheiten
In der Nacht vom 2. auf den 3. April 1922 wurde in Ulsnisland eine Mutter mit ihren zwei Kindern sowie eine Haushaltshilfe ermordet. Angesichts der blutigen Umstände und der Atmosphäre des Misstrauens während der kriminalpolizeilichen Ermittlungen blieben die Morde noch Jahrzehnte im Gedächtnis der Einwohner haften. Die Tat war Gegenstand mehrerer literarischer Werke.

## Persönlichkeiten
- Gustav Johannsen (1840–1901), Lehrer, Journalist, Begründer der Flensborg Avis und Reichstagsabgeordneter für die dänische Minderheit 1881–1901.
- Reinhold Tüxen (1899–1980), Chemiker, Botaniker und Pflanzensoziologe, einer der Wegbereiter der Pflanzensoziologie in Deutschland
- Andi Feldmann (* 1957), Bildhauer, Schauspieler, Synchronsprecher und Autor